# Thysanotus acerosifolius
Thysanotus acerosifolius är en sparrisväxtart som beskrevs av Norman Henry Brittan. Thysanotus acerosifolius ingår i släktet Thysanotus och familjen sparrisväxter. Inga underarter finns listade i Catalogue of Life.